# Margriet Nizozemská
Princezna Margriet Nizozemská (Margriet Francisca; * 19. ledna 1943 Ottawa) je třetí dcera královny Juliány a prince Bernharda. Jako teta vládnoucího panovníka, krále Viléma-Alexandra, je členkou nizozemského královského domu a v současné době je osmou a poslední v řadě následníků trůnu.
Princezna Margriet často zastupuje panovníka na oficiálních a polooficiálních událostech. Některé z těchto funkcí ji přivedly zpět do Kanady, země, kde se de facto narodila, a na akce pořádané nizozemským obchodním loďstvem, jehož je patronkou.

## Narození a Kanada
Margriet se narodila princezně Juliáně Nizozemské a princi Bernhardovi z Lippe-Biesterfeldu. Její matka byla dědicem trůnu královny Vilemíny.
Nizozemská královská rodina odešla do exilu, když bylo Nizozemsko za druhé světové války od roku 1940 okupováno nacistickým Německem, a žila v Kanadě. Margriet se narodila v Ottawské občanské nemocnici v Ottawě. Kanadská vláda dočasně prohlásila porodnici nemocnice za extrateritoriální. Tím bylo zajištěno, že se novorozenec nenarodí v Kanadě a nebude, díky pravidlu ius soli, kanadským občanem. Místo toho dítě zdědilo nizozemské občanství pouze po své matce na základě pravidla ius sanguinis, podle kterého se řídí nizozemský zákon o státní příslušnosti. Dítě tak mělo nárok na nástup na nizozemský trůn. To by se stalo, pokud by dítě bylo mužského pohlaví, a proto by bylo dědicem Juliány, nebo kdyby její dvě starší sestry zemřely bez způsobilých potomků.
Je běžnou mylnou představou, že kanadská vláda prohlásila porodnici za nizozemské území. To nebylo nutné, protože Kanada následuje pravidlo ius soli, zatímco Nizozemsko následuje pravidlo ius sanguinis. Kanadě stačilo dočasně se zříci území.
Princezna Margriet byla pojmenována po kopretině (anglicky: marguerite), květině, která se nosila během války jako symbol odporu proti nacistickému Německu. Byla pokřtěna v Presbyteriánském kostele sv. Ondřeje v Ottawě dne 29. června 1943. Mezi jejími kmotry byli americký prezident Franklin D. Roosevelt, královna Marie (královna vdova Spojeného království), Martha, norská korunní princezna a Martine Roell (dvorní dáma princezny Juliány v Kanadě).
Princezna Margriet v průběhu let oficiálně Kanadu několikrát navštívila, naposledy v roce 2017 (Stratford a Goderich) a 2022 (Ottawa).

## Po válce

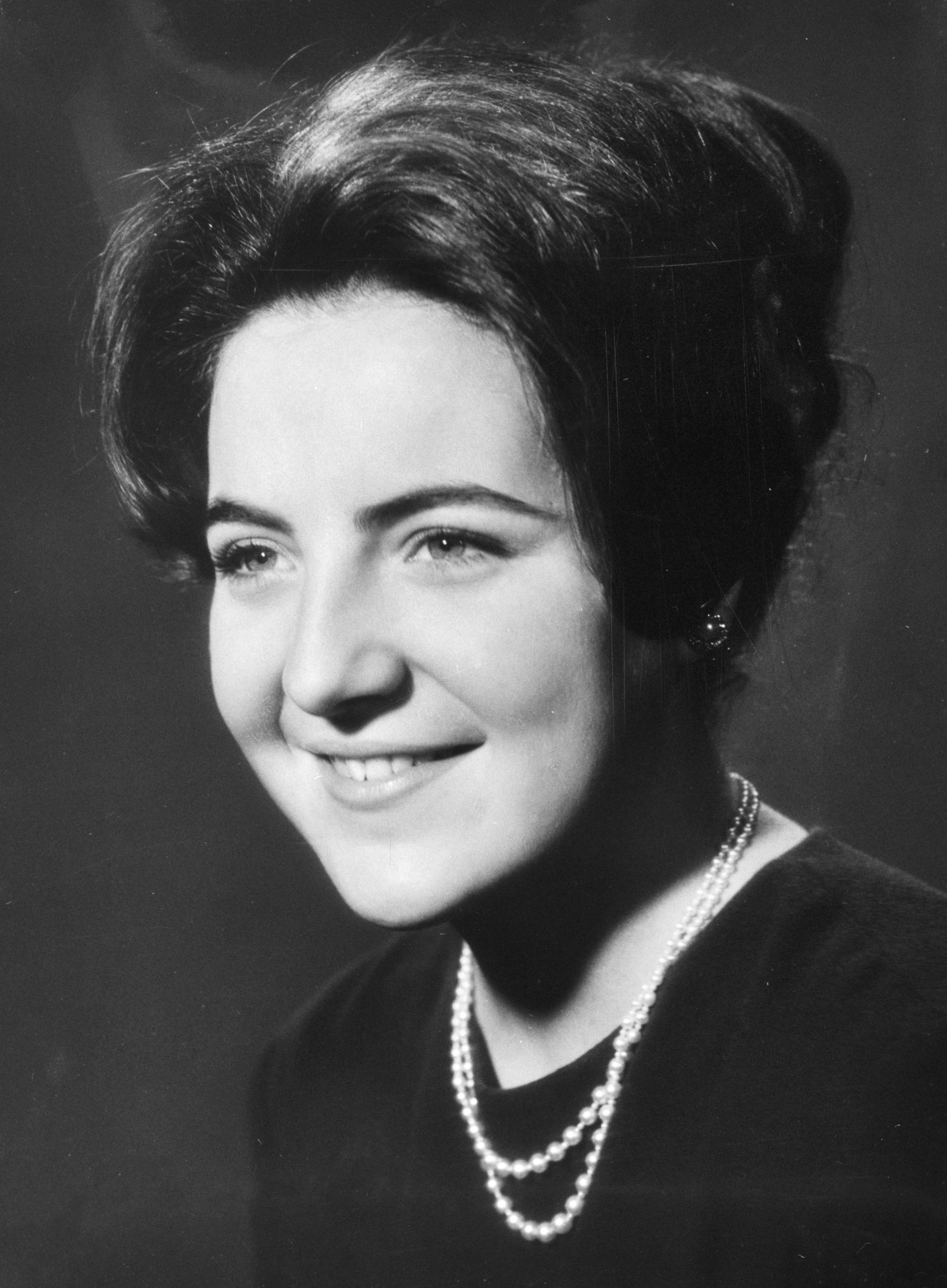
Margriet v roce 1964

Teprve v srpnu 1945, kdy bylo osvobozeno Nizozemsko, vstoupila princezna Margriet poprvé na nizozemskou půdu. Princezna Juliána a princ Bernhard se vrátili do paláce Soestdijk v Baarnu, kde rodina žila před válkou.
Během studia na univerzitě v Leidenu se princezna Margriet setkala se svým budoucím manželem Pieterem van Vollenhovenem. Jejich zasnoubení bylo oznámeno 10. března 1965 a vzali se 10. ledna 1967 v Haagu v kostele sv. Jakuba. Bylo rozhodnuto, že jakékoli děti v manželství budou mít titul prince/princezny Oranžsko-Nasavské, van Vollenhoven, s oslovením Výsost. Jejich potomci už toto oslovení mít nebudou. Společně měli čtyři syny: 
- Princ Maurits Willem Pieter Hendrik Oranžsko-Nasavský, van Vollenhoven (* 17. dubna 1968, Utrecht). Oženil se 30. května 1998 s Marilène (Marie-Helène) Angelou van den Broek (* 4. února 1970, Dieren). Mají tři děti:
  - Anastasia (Anna) Margriet Joséphine van Lippe-Biesterfeld van Vollenhoven, (* 15. dubna 2001, Amsterdam).
  - Lucas Maurits Pieter Henri van Lippe-Biesterfeld van Vollenhoven, (* 26. října 2002, Amsterdam).
  - Felicia Juliana Bénedicte Barbara van Lippe-Biesterfeld van Vollenhoven, (* 31. května 2005, Amsterdam).
- Princ Bernhard Lucas Emmanuel Oranžsko-Nasavský, van Vollenhoven (* 25. prosince 1969, Nijmegen). Oženil se 8. července 2000 s Annette Sekrève (* 18. dubna 1972, Haag). Mají tři děti:
  - Isabella Lily Juliana van Vollenhoven, (* 14. května 2002, Amsterdam).
  - Samuel Bernhard Louis van Vollenhoven, (* 25. května 2004, Amsterdam).
  - Benjamin Pieter Floris van Vollenhoven, (* 12. března 2008, Amsterdam).
- Princ Pieter-Christiaan Michiel Oranžsko-Nasavský, van Vollenhoven, (* 22. března 1972, Nijmegen). Oženil se 27. srpna 2005 s Anitou Theodorou van Eijk (* 27. října 1969, Neuchâtel). Mají dvě děti:
  - Emma Francisca Catharina van Vollenhoven, (* 28. listopadu 2006, Amsterdam).
  - Pieter Anton Maurits Erik van Vollenhoven, (* 19. listopadu 2008, Haag).
- Princ Floris Frederik Martijn Oranžsko-Nasavský, van Vollenhoven, (* 10. dubna 1975, Nijmegen). Oženil se 20. října 2005 s Aimée Leonie Allegonde Marií Söhngen (* 18. října 1977, Amsterdam, Netherlands). Mají tři děti:
  - Magali Margriet Eleonoor van Vollenhoven, (* 9. října 2007, Amsterdam).
  - Eliane Sophia Carolina van Vollenhoven, (* 5. července 2009, Amsterdam).
  - Willem-Jan Johannes Pieter Floris van Vollenhoven, (* 1. července 2013, Amsterdam).

Princezna a její manžel se usadili v pravém křídle paláce Het Loo v Apeldoornu. V roce 1975 se rodina přestěhovala do svého současného domova, Het Loo, který postavili v areálu paláce.

## Zájmy a aktivity
Princezna Margriet se zvláště zajímá o zdravotní péči a kulturu. V letech 1987 až 2011 byla viceprezidentkou nizozemského Červeného kříže, který na její počest zřídil Fond princezny Margriet. Je členkou správní rady Mezinárodní federace národních společností Červeného kříže a Červeného půlměsíce.
V letech 1984 až 2007 byla princezna Margriet předsedkyní Evropské kulturní nadace, která na počest její práce založila Cenu princezny Margriet za kulturní rozmanitost.

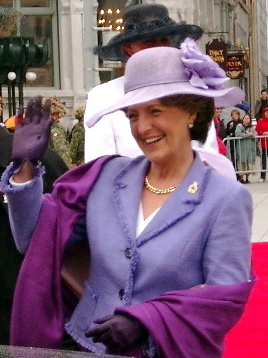
Princezna Margriet přijíždí do Ottawy na kanadský festival tulipánů v květnu 2002.

Je členkou čestné rady Mezinárodního paralympijského výboru.

## Tituly a oslovení
- 19. ledna 1943 – 10. ledna 1967: Její královská výsost princezna Margriet Nizozemská, princezna Oranžsko-Nasavská, princezna z Lippe-Biesterfeldu
- 10. ledna 1967 – současnost: Její královská výsost princezna Margriet Nizozemská, princezna Oranžsko-Nasavská, princezna z Lippe-Biesterfeldu, paní Van Vollenhoven

### Národní vyznamenání
- Rytíř velkokříže Řádu nizozemského lva
- Královská stříbrná svatební medaile královny Juliány a prince Bernharda, 1962 (7. ledna 1962)
- Královská svatební medaile 1966 (10. března 1966)
- Inaugurační medaile královny Beatrix (30. dubna 1980)
- Královská svatební medaile 2002 (2. února 2002)
- Inaugurační medaile krále Viléma-Alexandra (30. dubna 2013)

### Zahraniční vyznamenání
- Belgie: Velkokříž Řádu koruny
- Kamerun: Velkostuha Řádu za zásluhy
- Chile: Velkokříž Řádu za zásluhy
- Finsko: Velkokříž Řádu bílé růže Finska
- Francie: Velkokříž Národního řádu za zásluhy
- Německo: Velkokříž 1. třídy Záslužného řádu Spolkové republiky Německo
- Itálie: Rytířský kříž Řádu za zásluhy Italské republiky[7]
- Pobřeží slonoviny: Velkokříž Národního řádu Pobřeží slonoviny
- Japonsko: Velkostuha Řádu drahocenné koruny
- Jordánsko: Velkostuha Nejvyššího řádu renesance
- Lucembursko: Velkokříž Řádu Adolfa Nasavského[8]
- Lucembursko: Velkokříž Řádu dubové koruny
- Lucembursko: Pamětní medaile sňatku knížete Henriho a princezny Marie Terezie Lucemburské
- Mexiko: Velkokříž Řádu aztéckého orla
- Nepálská královská rodina: Člen 1. třídy Řádu tří božských mocností
- Norsko: Velkokříž Řádu svatého Olafa
- Portugalsko: Velkokříž Řádu Krista
- Rumunská socialistická republika: Velkokříž Řádu 23. srpna
- Senegal: Velkokříž Řádu lva
- Španělsko: Velkokříž Řádu Isabely Katolické
- Surinam: Velkostuha Čestného řádu žluté hvězdy
- Švédsko: Člen velkokříže královského řádu polární hvězdy
- USA: čestný člen[9] College of William & Mary
- Venezuela: Velkostuha Řádu osvoboditele

## Vývod z předků
|                     |                                              |  |                            |                                                |  |  |  |  |  |  |  | Julius z Lippe-Biesterfeldu |
|                     |                                              |  |                            |                                                |  |  |  |  |  |  |  |                             |
|                     | Arnošt II. Lippsko-Biesterfeldský            |  |                            |                                                |  |  |  |  |  |  |  |                             |
|                     |                                              |  |                            |                                                |  |  |  |  |  |  |  |                             |
|                     |                                              |  |                            | Adéla z Castell-Castellu                       |  |  |  |  |  |  |  |                             |
|                     |                                              |  |                            |                                                |  |  |  |  |  |  |  |                             |
|                     | Bernhard Lippsko-Biesterfeldský              |  |                            |                                                |  |  |  |  |  |  |  |                             |
|                     |                                              |  |                            |                                                |  |  |  |  |  |  |  |                             |
|                     |                                              |  |                            | Leopold Otto Bedřich František z Wartenslebenu |  |  |  |  |  |  |  |                             |
|                     |                                              |  |                            |                                                |  |  |  |  |  |  |  |                             |
|                     | Karolína z Wartenslebenu                     |  |                            |                                                |  |  |  |  |  |  |  |                             |
|                     |                                              |  |                            |                                                |  |  |  |  |  |  |  |                             |
|                     |                                              |  |                            | Matilde Halbach                                |  |  |  |  |  |  |  |                             |
|                     |                                              |  |                            |                                                |  |  |  |  |  |  |  |                             |
|                     | Bernhard Nizozemský                          |  |                            |                                                |  |  |  |  |  |  |  |                             |
|                     |                                              |  |                            |                                                |  |  |  |  |  |  |  |                             |
|                     |                                              |  |                            | Adolf Crammský                                 |  |  |  |  |  |  |  |                             |
|                     |                                              |  |                            |                                                |  |  |  |  |  |  |  |                             |
|                     | Aschwin Sierstorpffsko-Crammský              |  |                            |                                                |  |  |  |  |  |  |  |                             |
|                     |                                              |  |                            |                                                |  |  |  |  |  |  |  |                             |
|                     |                                              |  |                            | Hedwig von Cramm                               |  |  |  |  |  |  |  |                             |
|                     |                                              |  |                            |                                                |  |  |  |  |  |  |  |                             |
|                     | Armgard Sierstorpffsko-Crammská              |  |                            |                                                |  |  |  |  |  |  |  |                             |
|                     |                                              |  |                            |                                                |  |  |  |  |  |  |  |                             |
|                     |                                              |  |                            | Arnošt Sierstorpffsko-Driburský                |  |  |  |  |  |  |  |                             |
|                     |                                              |  |                            |                                                |  |  |  |  |  |  |  |                             |
|                     | Hedvika Sierstorpffsko-Driburská             |  |                            |                                                |  |  |  |  |  |  |  |                             |
|                     |                                              |  |                            |                                                |  |  |  |  |  |  |  |                             |
|                     |                                              |  |                            | Baroness Karoline of Vincke                    |  |  |  |  |  |  |  |                             |
|                     |                                              |  |                            |                                                |  |  |  |  |  |  |  |                             |
| Margriet Nizozemská |                                              |  |                            |                                                |  |  |  |  |  |  |  |                             |
|                     |                                              |  |                            |                                                |  |  |  |  |  |  |  |                             |
|                     |                                              |  | Pavel Bedřich Meklenburský |                                                |  |  |  |  |  |  |  |                             |
|                     |                                              |  |                            |                                                |  |  |  |  |  |  |  |                             |
|                     | Bedřich František II. Meklenbursko-Zvěřínský |  |                            |                                                |  |  |  |  |  |  |  |                             |
|                     |                                              |  |                            |                                                |  |  |  |  |  |  |  |                             |
|                     |                                              |  |                            | Alexandrina Pruská                             |  |  |  |  |  |  |  |                             |
|                     |                                              |  |                            |                                                |  |  |  |  |  |  |  |                             |
|                     | Jindřich Meklenbursko-Zvěřínský              |  |                            |                                                |  |  |  |  |  |  |  |                             |
|                     |                                              |  |                            |                                                |  |  |  |  |  |  |  |                             |
|                     |                                              |  |                            | Adolf Schwarzbursko-Rudolstadtský              |  |  |  |  |  |  |  |                             |
|                     |                                              |  |                            |                                                |  |  |  |  |  |  |  |                             |
|                     | Marie Schwarzbursko-Rudolstadtská            |  |                            |                                                |  |  |  |  |  |  |  |                             |
|                     |                                              |  |                            |                                                |  |  |  |  |  |  |  |                             |
|                     |                                              |  |                            | Matylda ze Šumburka-Waldenburgu                |  |  |  |  |  |  |  |                             |
|                     |                                              |  |                            |                                                |  |  |  |  |  |  |  |                             |
|                     | Juliána Nizozemská                           |  |                            |                                                |  |  |  |  |  |  |  |                             |
|                     |                                              |  |                            |                                                |  |  |  |  |  |  |  |                             |
|                     |                                              |  |                            | Vilém II. Nizozemský                           |  |  |  |  |  |  |  |                             |
|                     |                                              |  |                            |                                                |  |  |  |  |  |  |  |                             |
|                     | Vilém III. Nizozemský                        |  |                            |                                                |  |  |  |  |  |  |  |                             |
|                     |                                              |  |                            |                                                |  |  |  |  |  |  |  |                             |
|                     |                                              |  |                            | Anna Pavlovna Ruská                            |  |  |  |  |  |  |  |                             |
|                     |                                              |  |                            |                                                |  |  |  |  |  |  |  |                             |
|                     | Vilemína Nizozemská                          |  |                            |                                                |  |  |  |  |  |  |  |                             |
|                     |                                              |  |                            |                                                |  |  |  |  |  |  |  |                             |
|                     |                                              |  |                            | Jiří Viktor Waldecko-Pyrmontský                |  |  |  |  |  |  |  |                             |
|                     |                                              |  |                            |                                                |  |  |  |  |  |  |  |                             |
|                     | Emma Waldecko-Pyrmontská                     |  |                            |                                                |  |  |  |  |  |  |  |                             |
|                     |                                              |  |                            |                                                |  |  |  |  |  |  |  |                             |
|                     |                                              |  |                            | Helena Nasavská                                |  |  |  |  |  |  |  |                             |
|                     |                                              |  |                            |                                                |  |  |  |  |  |  |  |                             |